# Taraxacum mutabile
Taraxacum mutabile — вид квіткових рослин з родини айстрових (Asteraceae). Вид зростає в Європі: Чехія, Фінляндія, північноєвропейська Росія, Польща; це багаторічна рослина помірних біомів.